# Seznam prvních dam Moldavska
První dáma Moldavské republiky (rumunsky Prima Doamnă a Republicii Moldova) je neformální titul, jehož nositelem je manželka moldavského prezidenta.
Od 24. prosince 2020 je pozice neobsazená.

## Chronologický přehled (od 1991)
| Pořadí     | Portrét               | Jméno (narození–úmrtí)            | Nástup do pozice  | Opuštění pozice   | Délka působení v pozici | Manžel           | Reference |
| ---------- | --------------------- | --------------------------------- | ----------------- | ----------------- | ----------------------- | ---------------- | --------- |
| 1.         | Není dostupný portrét | Georgeta Snegurová (1937–2019)    | 3. září 1990      | 15. ledna 1997    | 6 let a 134 dní         | Mircea Snegur    | [ 1 ]     |
| 2.         | Antonina Lucinschiová | Antonina Lucinschiová (1939–2005) | 15. září 1997     | 7. dubna 2001     | 3 roky a 204 dní        | Petru Lucinschi  | [ 2 ]     |
| 3.         | Není dostupný portrét | Taisia Voroninová                 | 7. dubna 2001     | 11. září 2009     | 8 let a 157 dní         | Vladimir Voronin |           |
| Prozatímní | Není dostupný portrét | Dina Ghimpuová (* 1957)           | 11. září 2009     | 28. prosince 2010 | 1 rok a 108 dní         | Mihai Ghimpu     | [ 3 ]     |
| Prozatímní | Není dostupný portrét | Sanda Filatová                    | 28. prosince 2010 | 30. prosince 2010 | 0 let a 2 dny           | Vlad Filat       |           |
| Prozatímní | Není dostupný portrét | Victoria Lupuová                  | 30. prosince 2010 | 23. března 2012   | 1 rok a 84 dní          | Marian Lupu      |           |
| 4.         | Není dostupný portrét | Margareta Timoftiová (* 1956)     | 23. března 2012   | 23. prosince 2016 | 4 roky a 275 dní        | Nicolae Timofti  |           |
| 5.         | Galina Dodonová       | Galina Dodonová (* 1977)          | 23. prosince 2016 | 24. prosince 2020 | 4 roky a 1 den          | Igor Dodon       | [ 4 ]     |
| —          |                       |                                   | 24. prosince 2020 | současnost        | 4 roky a 67 dní         | Maia Sanduová    |           |